# Soumendu Roy
Soumendu Roy (en bengali : সৌমেন্দু রায়, Saumendu Rāẏ), parfois crédité Soumendu Ray, est un directeur de la photographie indien né le 7 février 1933 dans les Indes britanniques et mort le 27 septembre 2023 à Calcutta (Bengale-Occidental),.

## Biographie
Premier ou deuxième assistant opérateur dans les années 1950, Soumendu Roy est aux côtés du chef opérateur Subrata Mitra sur le tournage de La Complainte du sentier de Satyajit Ray (1955, avec Kanu Banerjee et Sharmila Tagore). 
Chef opérateur d'un film sorti en 1959, il retrouve Satyajit Ray pour un documentaire consacré à Rabindranath Tagore, et pour le film à sketches Trois filles (avec Soumitra Chatterjee et Aparna Sen), tous deux sortis en 1961. 
Jusqu'en 1993, il dirige les prises de vues d'une quarantaine de films indiens (y compris des documentaires), travaillant avec Satyajit Ray. Le tandem réalise dix-neuf autres films, dont Le Lâche (1965, avec Soumitra Chatterjee), Tonnerres lointains (1973, avec Babita et Soumitra Chatterjee) et Les Joueurs d'échecs (1977, avec Sanjeev Kumar et Richard Attenborough). Leur ultime collaboration est pour La Maison et le Monde (1984, avec Soumitra Chatterjee et Victor Banerjee).
Au cours de sa carrière, Soumendu Roy gagne quatre National Film Awards de la Meilleure photographie, entre autres pour Tonnerres lointains et Les Joueurs d'échecs pré-cités.

## Filmographie partielle
(réalisations de Satyajit Ray, comme directeur de la photographie, sauf mention contraire)
- 1955 : La Complainte du sentier (Pather Panchali - পথের পাঁচালী) (comme assistant opérateur)
- 1961 : Rabîndranâth Tagore (রবীন্দ্রনাথ ঠাকুর), documentaire
- 1961 : Trois filles (Teen Kanya - তিন কন্যা), film à sketches
- 1962 : L'Expédition (Abhijan - অভিযান)
- 1965 : Le Saint (Mahapurush - মহাপুরুষ)
- 1965 : Le Lâche (Kapurush - কাপুরুষ)
- 1965 : Two, court métrage
- 1967 : Le Zoo (Chiriyakhana - চিড়িয়াখানা)
- 1968 : Les Aventures de Goopy et Bagha (Goopy Gyne Bagha Byne - গুপী গাইন ও বাঘা বাইন)
- 1970 : Des jours et des nuits dans la forêt (Aranyer Din Ratri - অরণ্যের দিন রাত্রি)
- 1971 : L'Adversaire (Pratidwandi - প্রতিদ্বন্দ্বী)
- 1971 : Sikkim (सिक्किम)
- 1971 : Seemabaddha (সীমাবদ্ধ)
- 1972 : The Inner Eye, court métrage documentaire
- 1973 : Tonnerres lointains (Ashani Sanket - অশনি সংকেত)
- 1974 : La Forteresse d'or (Sonar Kella - সোনার কেল্লা)
- 1976 : Jana Aranya (জন-অরণ্য)
- 1976 : Bala (বালা), documentaire
- 1977 : Les Joueurs d'échecs (Shatranj Ke Khilari - শতরঞ্জ কি খিলাড়ি)
- 1978 : Le Dieu éléphant (Joi Baba Felunath - জয় বাবা ফেলুনাথ)
- 1980 : Le Royaume des diamants (Hirak Rajar Deshe - হীরক রাজার দেশে)
- 1981 : Délivrance (Sadgati - সদগতি)
- 1984 : La Maison et le Monde (Ghare Baire - ঘরে বাইরে)
- 1988 : Agun de Victor Banerjee
- 1993 : Charachar (চরাচর) de Buddhadev Dasgupta

## Récompenses
- Quatre National Film Awards gagnés :
  - En 1974, pour Tonnerres lointains ;
  - En 1975, pour La Forteresse d'or ;
  - En 1978, pour Les Joueurs d'échecs ;
  - Et en 1992, pour le documentaire Sucitra Mitra.